# Vuelta a España 1972
La Vuelta a España 1972, ventisettesima edizione della corsa, si è svolta in diciassette tappe, sesta, nona e ultima suddivise in due semitappe, precedute da un cronoprologo iniziale, dal 27 aprile al 14 maggio 1972, per un percorso totale di 3079,3 km. La vittoria fu appannaggio dello spagnolo José Manuel Fuente, che completò il percorso in 82h34'14", precedendo i connazionali Miguel María Lasa e Agustín Tamames.

## Tappe
| Tappa  | Data      | Percorso                                          | km     | Vincitore di tappa    | Leader cl. generale |
| ------ | --------- | ------------------------------------------------- | ------ | --------------------- | ------------------- |
| Prol.  | 27 aprile | Fuengirola > Fuengirola (cron. individuale)       | 6      | René Pijnen           | René Pijnen         |
| 1ª     | 28 aprile | Fuengirola > Cabra                                | 167    | Miguel María Lasa     | Miguel María Lasa   |
| 2ª     | 29 aprile | Cabra > Granada                                   | 206    | Gerard Vianen         | Miguel María Lasa   |
| 3ª     | 30 aprile | Granada > Almería                                 | 181    | Domingo Perurena      | Domingo Perurena    |
| 4ª     | 1º maggio | Almería > Dehesa de Campoamor                     | 251    | Gert Harings          | Domingo Perurena    |
| 5ª     | 2 maggio  | Dehesa de Campoamor > Gandia                      | 183    | Pieter Nassen         | Domingo Perurena    |
| 6ª-1ª  | 3 maggio  | Gandia > El Saler                                 | 120    | Roger Kindt           | Domingo Perurena    |
| 6ª-2ª  | 3 maggio  | El Saler > El Saler (cron. a squadre)             | 6,5    | KAS                   | Domingo Perurena    |
| 7ª     | 4 maggio  | Valencia > Vinaròs                                | 181    | Jos van der Vleuten   | Domingo Perurena    |
| 8ª     | 5 maggio  | Vinaròs > Tarragona                               | 189    | Cees Koeken           | Domingo Perurena    |
| 9ª-1ª  | 6 maggio  | Tarragona > Barcellona                            | 118    | Gert Harings          | Domingo Perurena    |
| 9ª-2ª  | 6 maggio  | Barcellona > Barcellona (cron. individuale)       | 10     | Jesús Manzaneque      | Domingo Perurena    |
| 10ª    | 7 maggio  | Barcellona > Banyoles                             | 192    | Domingo Perurena      | Domingo Perurena    |
| 11ª    | 8 maggio  | Manresa > Saragozza                               | 259    | Luis Balagué          | Domingo Perurena    |
| 12ª    | 9 maggio  | Saragozza > Formigal                              | 169    | José Manuel Fuente    | José Manuel Fuente  |
| 13ª    | 10 maggio | Sangüesa > Arrate                                 | 201    | Agustín Tamames       | José Manuel Fuente  |
| 14ª    | 11 maggio | Eibar > Bilbao                                    | 145    | Miguel María Lasa     | José Manuel Fuente  |
| 15ª    | 12 maggio | Bilbao > Torrelavega                              | 148    | Gerard Vianen         | José Manuel Fuente  |
| 16ª    | 13 maggio | Torrelavega > Vitoria                             | 219    | Agustín Tamames       | José Manuel Fuente  |
| 17ª-1ª | 14 maggio | Vitoria > San Sebastián                           | 138    | Jesús Aranzabal       | José Manuel Fuente  |
| 17ª-2ª | 14 maggio | San Sebastián > San Sebastián (cron. individuale) | 20     | José Antonio González | José Manuel Fuente  |
| Totale | Totale    | Totale                                            | 3079,3 |                       |                     |

## Classifiche finali

### Classifica generale
| Pos. | Corridore             | Squadra    | Tempo     |
| ---- | --------------------- | ---------- | --------- |
| 1    | José Manuel Fuente    | KAS-Kaskol | 82h34'14" |
| 2    | Miguel María Lasa     | KAS-Kaskol | a 6'34"   |
| 3    | Agustín Tamames       | Werner     | a 7'00"   |
| 4    | Gonzalo Aja           | Karpy      | a 8'07"   |
| 5    | José Antonio González | KAS-Kaskol | a 8'08"   |
| 6    | Domingo Perurena      | KAS-Kaskol | a 8'23"   |
| 7    | Jesús Manzaneque      | KAS-Kaskol | a 8'27"   |
| 8    | José Pesarrodona      | KAS-Kaskol | a 8'38"   |
| 9    | Désiré Letort         | Bic        | a 8'42"   |
| 10   | Bernard Labourdette   | Bic        | a 8'54"   |

### Classifica a punti
| Pos. | Corridore         | Squadra        | Punti |
| ---- | ----------------- | -------------- | ----- |
| 1    | Domingo Perurena  | KAS-Kaskol     | 224   |
| 2    | Miguel María Lasa | KAS-Kaskol     | 126   |
| 3    | Gert Harings      | Goudsmith-Hoff | 114   |

### Classifica scalatori
| Pos. | Corridore          | Squadra    | Punti |
| ---- | ------------------ | ---------- | ----- |
| 1    | José Manuel Fuente | KAS-Kaskol | 97    |
| 2    | Andrés Oliva       | La Casera  | 73    |
| 3    | Miguel María Lasa  | KAS-Kaskol | 46    |